# Real Regata de Henley

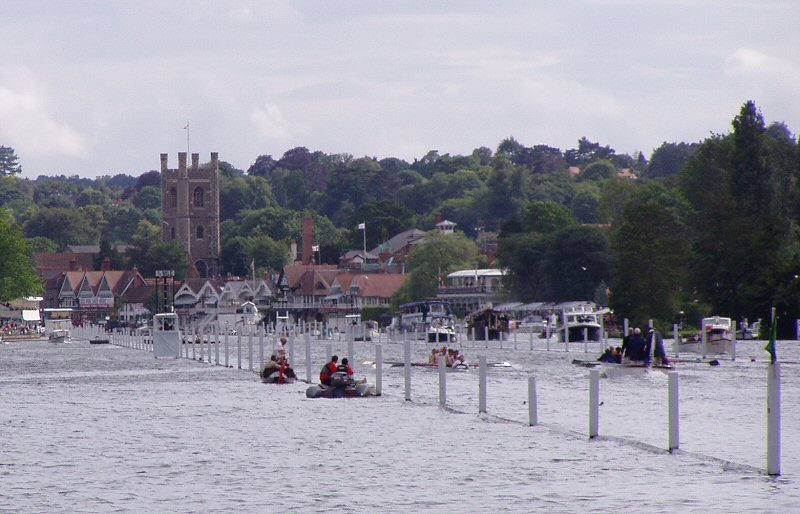
Una carrera de la edición de 2004.

La Real Regata de Henley (Henley Royal Regatta en inglés) es una competición de remo que se celebra anualmente en el río Támesis en la ciudad de Henley-on-Thames, Inglaterra. Se realiza durante cinco días (de miércoles a domingo) en la primera semana de julio. Las carreras son de 2112 metros (1 milla y 550 yardas) y se realiza con eliminatorias uno contra uno. En esta regata suelen participar tripulaciones internacionales. La modalidad más prestigiosa de las que compiten en esta regata es la de ocho con timonel masculinos, llamada Gran Challenge Cup, que se ha celebrado desde el primer evento.
Esta regata es previa a cualquier organización de remo nacional o internacional, por lo que tiene sus propias reglas y organización, aunque está reconocida por la Amateur Rowing Association (a partir de 2009, British Rowing) y la Federación Internacional de Asociaciones de Remo (FISA).

## Historia
La primera edición de la regata se celebró en 1839 y resultó tan exitosa que se decidió repetirla al año siguiente. En el siglo XIX se alargó a tres días de competición, en 1906 pasó a tener cuatro días de duración y en 1986 se cambió a cinco días.
La regata pasó a llamarse Henley Royal Regatta en 1851 cuando el príncipe Alberto aceptó ser patrón. Desde su muerte, todos los monarcas reinantes han aceptado serlo.

### Mujeres
Salvo algunas pruebas a principios de los años 1980, la regata era estaba reservada a participantes masculinos hasta el año 1993 cuando se celebraron pruebas en modalidad individual femenina. Desde entonces se han añadido las modalidares de embarcaciones de cuatro y ocho mujeres. Debido al incremento de mujeres en este deporte, en 1988 se instituyó la regata Henley femenina. Aunque la apertura de la prueba principal ha reducido el número de participantes, la prueba femenina se sigue realizando dos semanas antes de la regata real.

### Henley y los Juegos Olímpicos
En 1908 y 1948, cuando Londres albergaba los Juegos Olímpicos, las pruebas de remo se celebraron en el trazado de la regatas en Henley. Las regatas de los Juegos Olímpicos de Londres 2012 se celebraron en el lago Dorney en Eton, siendo los únicos eventos que se celebrados fuera de Londres, a excepción de las regatas que se realizadas en Weymouth.